# Berki Krisztián (médiaszereplő)
Berki Krisztián (Tatabánya, 1980. július 1. – Budapest, 2022. május 6.) magyar labdarúgó, sportvezető, a Ferencvárosi TC vezérigazgatója (2007–2010), médiaceleb, influenszer, műsorvezető. Több tévéműsorban is feltűnt, főként botrányairól, különc életviteléről híresült el. Évekig részt vett különféle magyar valóságshow műsorokban. A 2019-es magyarországi önkormányzati választáson versenybe szállt Budapest főpolgármesteri posztjáért, és 0,58 százalékon (4047 szavazattal) végzett október 13-án.

## Élete
Szülei kilencéves korában váltak el, anyja egyre mélyülő alkoholbetegsége miatt súlyos lelki sebek érték. Tizenhárom évesen elköltözött otthonról. Az általános iskola elvégzése után szakmunkásképzőbe jelentkezett, ahol villanyszerelő képesítést szerzett. Huszonhét évesen, sportvezetői pályafutása kezdetén felsőfokú végzettséggel és szakmai tapasztalattal nem rendelkezett, később azonban a Testnevelési Egyetem sportmenedzser szakára járt, amit nem végzett el.

### Halála
2022. május 6-án budapesti otthonában (IX. kerület, Tinódi utca) életét vesztette. A rendőrség idegenkezűséget nem állapított meg, közigazgatási eljárás keretében vizsgálta a halálesetet. Holttestére kislánya, Natasa Zselyke talált rá a reggeli órákban, a lakás erkélyén. Kiérkezése után a rendőrség kábítószergyanús anyagot foglalt le a helyszínen. Pár nap múlva Vecsésen a rendőrség elfogta a feltételezett kereskedőt. A Tények című műsorban elhangzottak szerint a bíróság végül szabadlábra helyezte az elfogott, 42 éves K. Istvánt. Berki Krisztián lakásán kokaint, marihuánát és szteroidokat találtak a nyomozók. 2022. május 26-án helyezték végső nyugalomra, sírja a Farkasréti temetőben található meg.

## Tevékenysége

### Sport
2004–2005 között, 1 évig volt az FTC szerződtetett labdarúgója, az itt 2004. július 20-től 2005. július 27-ig játszott szerződésének lejártáig, de tétmérkőzésen nem lépett pályára. Az FTC színeiben egy hazai díjmérkőzésen a Hajdúnánás ellen védett 2004. július 3-án. Korábban a Budafok, Dunaferr, Csepreg, Balaton FC egyesületekben játszott. Mindössze négy NB 1-es mérkőzésen 276 percet védett és nyolc gólt kapott a Balaton FC (Siófok) és a Diósgyőr csapatában.
25 évesen sérülés miatt abbahagyta a profi futballt. 2007-ben a Ferencváros Labdarúgó Zrt. vezérigazgatója lett, 2010 júniusában lemondással távozott.
2012-ben az IFBB Goda Lajos Emlékverseny Men's Physique mezőnyében lépett pódiumra, és mutatta meg izmait. A zsűri a 3. helyre találta méltónak a testépítőt.

### Médiaszereplés
2013-ban és 2015-ben az Édes élet reality, valóságshow-ban szerepelt, és az egyik legmegosztóbb celebként folyamatosan beszédtémát generált.
2014-ben a Hal a tortán című vendégváró valóságshow-ban is szerepelt, 2016-ban pedig A nagy duett című show-műsorban a TV2 csatornáján.
2017-ben az Ázsia Expressz című műsor első évadában szerepelt, ahol a versenyzőknek Vietnámot, Laoszt, Kambodzsát és Thaiföldöt kellett átszelniük. A Berki Krisztián–Ambrus Attila páros lett a győztes, 10 millió forintos nyereményt vehettek át. A páros a kalandról egy könyvet is írt, amivel – nem sokkal később – több tízmilliós összeget kerestek.
Az Éden Hotel, illetve a FEM3 Café műsorvezetője volt.
Több tévéműsorban, vetélkedőkben is feltűnt, főként botrányairól és különc életviteléről híresült el.
Szerepelt a mórahalmi Patkó Lovas Színház Leányvásár operett-westernében (Pintér Tibor színművész által megálmodott darabban) egy cameoszerepben, ahol osztották a pofonokat egymásnak Pintér Tiborral.
2018. novemberben indult A legbátrabb páros című, a TV2 licencszerződésen alapuló valóságshow-jában Berki Renátával, azonban Laky Zsuzsanna és Dietz Gusztáv lett a győztes páros.
Egy ideig a FEM3 Café műsorvezetője volt, azonban lejárt a szerződése a TV2-vel, és nem terveznek vele a tavaszi műsorokban. Nem hosszabbították meg 2019-ben lejárt szerződését.
2019. szeptember 2-től minden hétköznap este a Sláger TV-n jelentkező Überkirályban szerepelt.
2021 márciusában Hajdú Péter, a LifeTV vezérigazgatója elmondta, hogy nem szerepelteti tovább Berki Krisztiánt és feleségét, Berki Renáta "Mazsit" a csatornán. A Van életünk című realityben szerepeltek. A meglévő részek még láthatóak lesznek. Egyúttal megerősítették, hogy a Bréking című műsor korábbi vezetőjeként sem dolgozik többet a csatornánál.
Influenszer, Instagram-oldalán fogkrémtől a masszázsig mindent hirdetett. Ehhez a jövedelemszerzéshez 340 ezer követője volt. Ugyanez a tevékenysége feleségének is, oldalának mintegy 158 ezer követője van (változó).

### Politika
2019 júliusában bejelentette, hogy indul a 2019-es önkormányzati választáson Budapest főpolgármesteri posztjáért, amihez követőitől kért támogatást. Augusztusban a Sláger TV új műsorában induló valóságshow-ban úgy nyilatkozott, hogy „fél éve írtam alá ezt a szerződést a Sláger TV-hez, ahol Hajdú Péterrel közösen gyártjuk a saját napi realitymet. De még nem tudom, hogy összeegyeztethető-e a kettő, én a fővárosra akarok koncentrálni, de bevállalnám a műsort is.”
A szintén főpolgármester-jelölt Puzsér Róbert szerint Berki aláírásgyűjtésével kapcsolatban aggályok merülhetnek fel, ugyanis a celeb aláírásgyűjtőinek utcai jelenléte a leadott kb. 10 000 aláírással nem állt arányban, így kérdéses, hogyan jött össze az induláshoz elegendő jelölés. Puzsér ezért szeptember 13-án feljelentést tett. Az ellenzéki sajtó szerint Berki kommunikációs tanácsadója túl sok szállal kötődik a kormánypártokhoz, továbbá a celeb indulása a kormánypártoknak kedvez. A Magyar Narancs szerint aggályos, hogy a kormányzati Origo fizetett hirdetésben ismerteti a Berki indulásáról szóló hírt a közösségi médiában. A Fidelitas Berkit és a többi ellenzéki jelöltet közösen ábrázoló plakátkampányt indított, amelyben „cirkuszolással” vádolja az indulókat. Az Origo beszámolójában Berki tagadja, hogy Fidesz- vagy MSZP-tag lett volna.
A 10 000 ajánlás begyűjtése után az október 13-ai választáson 4047 szavazatot (0,58%) szerzett.
2020 őszén bejelentette, hogy pártot alapított, s a 2022-es országgyűlési választáson mind a 106 egyéni körzetben jelöltet kíván állítani. Erre azonban végül nem került sor.

## Magánélete
Szülei: Berki Ferenc és Mayer Júlia.
Saját bevallása szerint több mint 25 ismert celeb barátnője volt, ezek közül több kapcsolata a hírekben is szerepelt. 2009-ben Oszter Alexandra volt a barátnője és menyasszonya, esküvőt is terveztek, de 2009. augusztusában szakítottak. Szinte azonnal új párja lett, Kapócs Zsóka modell személyében. Még 2009-ben megkérte Kapócs kezét is, aki először igent is mondott, azonban decemberben szétváltak. 2010-ben Szabó Zsófi sorozatszínésszel volt egy rövid ideig tartó kapcsolata. Az ujjaikra még egymás keresztneveit is odatetováltatták. A szakításukkal kapcsolatban Zsófi az alábbit mondta "Eltelt egy hónap, és azt mondtam, hogy hoppá, mégsem volt jó ötlet. Természetesen én mondtam ki". Sónyák Szilvia fitneszmodell, egykori playmate 2009 decemberétől már a párja volt. Berki a Szabó Zsófival való szakítás után visszatért Sónyákhoz, majd 2010 novemberben Amerikában el is jegyezte, azonban 2011. januárjában szakított vele. Sónyák elmondta, hogy  Berki többször megcsalta, a kapcsolatunk hullámzó volt, ami alatt többször szakítottak. Azért fogadta vissza újra és újra , mert annak „nagyon jó a dumája”. Aztán 2011 tavaszán Polgár Krisztina korábbi szépségkirálynővel került kapcsolatba, először egy sportbálon jelentek meg együtt, majd több nyilvános eseményen és szórakozóhelyen is. Közös kapocs volt köztük Milánó, hiszen Berkinek lakása volt ott, Polgár pedig  divatfotózásokra járt oda. Ezután 2011. augusztusában már összejött Regős Lili fitneszmodellel, majd rá egy hónapra Hajdú Péter kisfiának a keresztelőjén már együtt mutatkoztak.
Hódi Pamela modellel 2012-ben kezdődött a kapcsolata. Később az Édes Élet reality műsorban is együtt szerepeltek. 2013. október 29-én megszületett közös kislányuk, Berki Natasa Zselyke. A párkapcsolatuk alatt többször szüneteltették kapcsolatukat. 2017 nyár elejére már az esküvőjüket tervezték, majd arra nem került sor, hanem 2017 év végén különválás lett a vége. A Pamelával fennállt kapcsolata közben, 2015 áprilisában Cserpes Laura énekessel posztolt közös fotót, a rövid kapcsolatuknak nyárra vége is lett. Cserpes is jobbnak látta, ha Berki visszatér Pamelához és kislányához. 2017 környékén felröppent a hír, hogy esetleg Kulcsár Edinával összejöttek, de később Berki tagadta hogy a barátságon kívül bármi más is kialakult volna köztük.
2018 év elején Katona Renáta, ismertebb nevén „Mazsi” lett az új párja, aki akkor családi vállalkozásukban cukrászként tevékenykedett, korábban pedig szépségkirálynő volt. 2018-ban egy polgári szertartás keretében titokban összeházasodtak, majd felesége felvette a Berki Renáta nevet. 2019 januárjában a Maldív-szigeteken voltak nászúton. Közös gyermekük, Berki Emma Katerina 2021. november 4-én született. Berkiék környezete szerint 2021 őszétől Berki és Mazsi közt rendszeresen voltak hangos veszekedések, Berki pedig – feltehetően a szteroidok és kábítószer hatása miatt – többször is fizikailag bántalmazta feleségét. Berki anyja visszautasította a bántalmazások vádját, szerinte fia agresszióját „követelőző” felesége provokálta ki, akitől állítólag válni akart.

## Vagyona
2012 áprilisától egy angol cég megbízásából tárgyalásba kezdett az NB II-es Vác FC-vel és a váci városvezetéssel a labdarúgócsapat megvásárlásáról. A nyári tulajdonosváltást négy hónapos munkája követte. 2013 augusztusában bírósági ítélet alapján 42,5 millió forintos fizetési kötelezettséget szabtak ki rá, amelyet a csapat tulajdonosának megkárosítása miatt ítéltek meg.
Berki Krisztián 2014-ben pár száz millió forintra becsülte saját vagyonát. Elmondása szerint bejelentett lakcíme Amerikában van, ahol több üzlet és ingatlan tulajdonosa.
Miközben 100 milliót keresett két évben, az adóhatóság semmit sem tudott behajtani rajta. Amerikai címre volt bejelentve, így a NAV nem is nagyon tudta felvenni vele a kapcsolatot, holott egy cége ellen bírósági végrehajtást, valamint kényszertörlést kezdeményeztek, emellett pedig érvényben van ellene egy 42 millió fizetési meghagyás is, amelyet a váci futballklub tisztázatlan eladása miatt kapott.
2019. májusban kezdődött Berki Krisztián pere, ahol különösen nagy vagyoni hátrányt okozó, bűnszövetségben elkövetett költségvetési csalás bűntette és egyéb büntettek miatt 1 év börtönbüntetésre és 5 millió forint vagyonelkobzásra ítélték. Mivel beismerte bűnösségét, felfüggesztett börtönbüntetésre módosították az ítéletet.
2021. június 13-án hirdették ki az elsőfokú ítéletet Berki Krisztián büntetőperében, ahol közúti veszélyeztetés, rongálás bűntette miatt két év szabadságvesztést, négy év próbaidőre felfüggesztve, illetve 2 évre a vezetéstől is eltiltást kapott. 2018-ban okozott balesetet, amikor büntetőfékezett egy autóbusz előtt. Az ügyészség fellebbezett a döntés ellen.

## Tartozás kiegyenlítése
2022. május 6-án hunyt el Berki Krisztián, halála után szülei, Mayer Júlia és Berki Ferenc rendezték gyermekük adósságát abból a pénzből, amit Berki Krisztián édesapjánál tartott. Az özvegy Berki Mazsinak ehhez nem volt hozzáférése. A férje halála után jelentkezett ugyan a pénzért, amiről volt tudomása, de nem adták oda neki.
A szülők ügyvéd bevonásával intézték a tartozás kiegyenlítését.
Ambrus Attila és Berki Krisztián 2018-ban egy könyvet adtak ki Rosszfiúk Ázsiában címmel. A kiadó akkor fejenként ezer darab könyvet adott nekik, amelyeket értékesíthettek, azonban Berki a nála lévő példányokat nem adta el. Ambrus Attila bejelentette, hogy eladja a köteteket, és az ebből befolyó összeget, ami több millió forint, Berki Krisztián gyermekeinek adja.

## Könyv
- Ambrus Attila–Berki Krisztián–Karizs Tamás: Rosszfiúk Ázsiában; Alexandra, Pécs, 2018 ISBN 978-963-447-149-3